# Hate to Say I Told You So
Hate to Say I Told You So è un singolo del gruppo musicale svedese The Hives, pubblicato nel 2000 ed estratto dall'album Veni Vidi Vicious.
Il singolo è stato ripubblicato negli Stati Uniti nel 2002.

## Tracce
- CD (1)

1. Hate to Say I Told You So
2. Die, All Right!
3. The Hives Are Law, You Are Crime

- CD (2)

1. Hate to Say I Told You So
2. Uptempo Venomous Poison
3. Gninrom Ytic Kcorknup

- CD (3)

1. Hate to Say I Told You So
2. Fever
3. Barely Homosapien